# حازم الببلاوي
الدكتور حازم عبد العزيز الببلاوي (ولد في 17 أكتوبر 1936) اقتصادي ومفكر وكاتب مصري، شغل سابقاً منصب رئيس الوزراء في مصر، تحت رئاسة عدلي منصور في 9 يوليو 2013. وهو مستشار صندوق النقد العربي بأبي ظبي واختير في 16 يوليو 2011 نائباً لرئيس مجلس الوزراء ووزيراً للمالية في وزارة عصام شرف. وقد تقدم باستقالته من منصبه 11 أكتوبر 2011 بسبب أحداث ماسبيرو، وقد قًوبِلت بالرفض التام من المشير محمد حسين طنطاوي، وعاد إلى مكتبه في ذات اليوم. تولى رئاسة الوزراء بعد عزل محمد مرسي عن رئاسة مصر، إلى أن قدم استقالة حكومته تحت ضغط إضرابات عمالية في 24 فبراير، 2014.

## حياته العملية
- وكيل الأمين العام للأمم المتحدة والأمين التنفيذي للجنة الاقتصادية والاجتماعية لغربي آسيا 1995 – 2001
- رئيس مجلس إدارة البنك المصري لتنمية الصادرات 1983 – 1995
- رئيس مجلس إدارة الشركة المصرية لضمان الصادرات 1992 – 1995
- مُدرِّس فأستاذ مساعد فأستاذ بكلية الحقوق، جامعة الإسكندرية 1965 – 1982
- تمت إعارته وعمل اقتصادي أول – الصندوق العربي للإنماء الاقتصادي والاجتماعي 74 – 1976
- مستشار لوزير المالية في الكويت، مدير إدارة البحوث الاقتصادية وزارة المالية 76 – 1980
- مدير الإدارة الاقتصادية، بنك الكويت الصناعي 80 – 1983
- عضو بعثة الحكومة المصرية إلى فرنسا وإنجلترا 1960 – 1965
- مندوب بمجلس الدولة 1957 – 1960 كما كان مستشارا لوزير التخطيط المصري 1966 – 1967
- أستاذ زائر، جامعة السوربون 1968 ورئيس الوحدة الاقتصادية، مركز الدراسات الإستراتيجية بمؤسسة الأهرام 1972 – 1973
- أستاذ زائر، جامعة كاليفورنيا – لوس أنجلوس 1979
- كما قام بالتدريس في الجامعة الأمريكية بالقاهرة، وجامعة عين شمس وجامعة القاهرة 1972 - 1974
- ومستشار الوفد المصري للمفاوضات مُتعددة الأطراف في إطار مؤتمر مدريد للشرق الأوسط 1993
- وعضو مجلس إدارة الجمعية المصرية للاقتصاد والإحصاء والتشريع منذ عام 1989
- عمل مستشارا بصندوق النقد العربي في أبوظبي منذ 2011.
- الأمين التنفيذي للجنة الاقتصادية والاجتماعية لغرب آسيا (الاسكوا) بين 1995 و2000.
- رئيس مجلس إدارة والرئيس التنفيذي للبنك المصري لتنمية الصادرات بين 1983 و1995
- اختير في 16 يوليو 2011 نائبا لرئيس الوزراء للشؤون الاقتصادية ووزيرا للمالية.
- بعد عزل الرئيس محمد مرسي، تم التوافق عليه بعد ترشيح المستشار عدلي منصور رئيس الجمهورية المؤقت له من قبل القوي السياسية رئيسا للوزراء.
- مدير تنفيذي بصندوق النقد الدولي.[4]

## مؤهلاته الدراسية
- ليسانس الحقوق، جامعة القاهرة مع مرتبة الشرف سنة 1957
- دبلوم الدراسات العليا الاقتصاد السياسي، جامعة القاهرة سنة 1958
- دبلوم الدراسات العليا القانون العام، جامعة القاهرة سنة 1959
- دبلوم الدراسات العليا العلوم الاقتصادية، جامعة جرينوبل، فرنسا سنة 1961
- دكتوراة الدولة في العلوم الاقتصادية، جامعة باريس – فرنسا سنة 1964

## جوائز وأوسمة
- جائزة أحسن الرسائل من جامعة باريس عن رسالة الدكتوراه سنة 1964
- جائزة مؤسسة الكويت للتقدم العلمي في الاقتصاد على مستوى الوطن العربي سنة 1983
- وسام جوقة الشرف بدرجة فارس من حكومة فرنسا سنة 1992
- وسام ليوبولد الثاني بدرجة كومانور من حكومة بلجيكا سنة 1992
- وسام الأرز بدرجة فارس أكبر من حكومة لبنان سنة 2001

## المؤلفات
- التعاون الاقتصادي العربي، بالاشتراك مع الدكتور إبراهيم شحاتة، ديسمبر 1965.
- دروس في النظرية النقدية، الإسكندرية 1966.
- التنمية الزراعية مع إشارة خاصة إلى البلاد العربية، 1967.
- نظرية التجارة الدولية، الإسكندرية 1968.
- مجتمع الاستهلاك، ملحق الأهرام الاقتصادي، إكتوبر 1968، مُعاد نشره في كتاب المجتمع التكنولوجي الحديث.
- النظرية النقدية، مقدمة إلى نظرية الاقتصاد التجميعي، الكويت 1971.
- المجتمع التكنولوجي الحديث، تقديم دكتور زكي نجيب محمود، الإسكندرية 1972
- أصول الاقتصاد السياسي، الإسكندرية 1975.
- في الحرية والمساواة، القاهرة 1985.
- نظرات في الواقع الاقتصادي المعُاصر، الكويت 1986.
- محنة الاقتصاد والاقتصاديين، 1989.
- بعد أن يهدأ الغبار، القاهرة 1990.
- التغيير من أجل الاستقرار، القاهرة 1993.
- دليل الرجل العادي إلى التعبير الاقتصادي، القاهرة 1993.
- عن الديمقراطية الليبرالية : قضايا ومشاكل، القاهرة 1993.
- دليل الرجل العادي إلى تاريخ الفكر الاقتصادي، 1995.
- دور الدولة في الاقتصاد، القاهرة 1997.
- نحن والغرب، القاهرة 1999.
- النظام الاقتصادي الدولي المعاصر، الكويت 2000.
- الاقتصاد العربي في عصر العولمة، أبوظبي 2004.